# Miséricorde (série télévisée)
Pour les articles homonymes, voir Miséricorde.
Miséricorde est une mini-série québécoise en deux épisodes de 90 minutes scénarisée par Fabienne Larouche et Réjean Tremblay, diffusée entre les 17 et 24 novembre 1994 sur le réseau TQS.

## Synopsis
Cette série traite du déclin des communautés religieuses survenu dans les années 1960 et 1970. Sœur Marie est une jeune religieuse qui se consume d'amour pour le Christ. Mais l'attitude glaciale de ses supérieures et la découverte de l'amour humain la détourneront quelque peu de sa voie divine.

## Fiche technique
- Scénarisation : Fabienne Larouche et Réjean Tremblay
- Réalisation : Jean Beaudin
- Société de production : Néofilms
- Musique originale : Jérôme Langlois

## Distribution
- Marina Orsini : Marie
- Nathalie Mallette : Édith
- Monique Miller : Sœur Cécile
- Dorothée Berryman : Noëlla Veilleux
- Annette Garant : Rachel
- Rémy Girard : Ernest Veilleux
- Claude Grisé : Père Pierre Dubuc
- Patrick Huneault : Alain
- Andrée Lachapelle : Sœur Anne
- Judith-Emmanuelle Lussier : Marie, 7 ans
- Monique Mercure : la Sœur Provinciale
- Jean-René Ouellet : Père Gagné
- Jean-François Pichette : Pierre
- Louise Portal : Sœur Thérèse
- Gildor Roy : Capitaine Thomas
- Marie-Josée Tremblay : Marie Veilleux, 12 ans
- Michèle-Barbara Pelletier : Marie-Ève
- Marie-France Marcotte : Sœur Geneviève
- Daniel Laflamme : Luc Veilleux
- Michel Albert : Dr St-Carol
- Xavier Dolan : Alexandre